# Leonid Parfionov
Leonid Ghenadievich Parfionov (Cherepovéts, Óblast de Vólogda, 26 de enero de 1960) es un presentador y periodista ruso, conocido por su aparición en numerosas emisiones de televisión. Desde el 3 de diciembre de 2004 y hasta en 20 de diciembre de 2007 fue redactor jefe y editor de la sección rusa de la revista Newsweek.
Es el creador y narrador de la serie documental Namedni 1961-2003: Nasha Era (1997). Trabajo para fue recompensado con el premio TEFI (2002) y  un premio especial Unui 2004.
En noviembre de 2010 le fue otorgado el premio Listiev, en honor a Vladislav Listiev. En el discurso de recepción del premio, Parfionov defendió un periodismo comprometido con la realidad, pero no revolucionario.